# Pierre Choux
Pierre Choux (1890-1983) fue un botánico y fitogeógrafo francés. Desarrolló una obra muy importante de la flora de Madagascar.
Fue profesor del Instituto de Botánica de la Universidad de Montpellier, Francia. Allí se conserva gran parte de sus colecciones de especímenes.

## Algunas publicaciones

### Libros
- 1914. Études biologiques sur les Asclépiadacées de Madagascar, tesis. Ed. Protat frères imprimeurs. 264 pp.
- 1924. Les Tubercules du Panicum maximum et du Cyperus articulatus. Ed. Musée colonial, 24 pp.
- 1926. Le genre Secamone à Madagascar. Serie Mémories de l'Académie malgache ..., Fasc. I. 2 planchas. [3] + 28 pp.
- 1927. Les sapindacées de Madagascar. 118 pp.
- 1927. Les Cynanchum à feuilles de Madagascar. Ed. Facultés des sciences de Marseille, Musée colonial. 74 pp.
- 1928. Observations anatomiques et microchimiques sur les graines grasses de quelques Sapotacées africaines. Ed. Musée Colonial, 43 pp.
- 1931. Sapindaceae. Ed. Impr. de G. Pitot. 14 pp.
- 1931. Asclepiadaceae. Ed. Impr. de G. Pitot. 24 pp.
- 1934. Les didiéréacées, xérophytes de Madagascar. Ed. Imprimerie G. Pitot & cie. 69 pp.
- 1934. Une nouvelle asclépiadacée cactiforme Malgache. 22 pp.
- Humbert, j-h; p Choux. 1934. Alluaudiopsis fiherenensis, didiéréacée nouvelle de Madagascar.
- Choux, p. 1935. Cryptostegia grandiflora et cryptostegia Madagascariensis. Ed. Musée Colonial, 15 pp.

## Honores

### Eponimia
Género
- (Sapindaceae) Chouxia Capuron[3]

Especies
- (Asclepiadaceae) Cynanchum chouxii Liede & Meve[4]

- (Sapindaceae) Doratoxylon chouxii Capuron[5]
- La abreviatura «Choux» se emplea para indicar a Pierre Choux como autoridad en la descripción y clasificación científica de los vegetales.[6]